# Vittorio Bracco
(Vittorio Bracco)
Vittorio Bracco (Polla, 18 marzo 1929 – Polla, 28 maggio 2012) è stato un archeologo italiano, specialista in epigrafia latina.

## Biografia
Allievo di Amedeo Maiuri all'Università di Napoli, discusse col maestro una tesi in lettere classiche sulla Valle del Tanagro nell'antichità; si specializzò in archeologia a Roma. Nel 1964 vinse il concorso ordinario per l'insegnamento di lettere italiane e latine nei licei e, successivamente (1982), quello per la carica di preside, ricoperta nel Liceo classico “Marco Tullio Cicerone” di Sala Consilina (Salerno). È stato vincitore per tre volte del premio ministeriale per l'Archeologia conferito dall'Accademia Nazionale dei Lincei (1975, 1983, 1985).
Nella sua bibliografia, che conta più di 300 titoli, spiccano i due volumi della collana Inscriptiones Italiae dedicati alle epigrafi di Salerno e delle Valli del Sele e del Tanagro. Vittorio Bracco ha legato il proprio nome all'attribuzione della lapide di Polla al console Tito Annio Lusco (153 a. C.), al quale restituì la paternità della strada che collegava Reggio Calabria a Capua, la via Annia, nonché del Forum Anni, all'altezza dell'odierno abitato di Polla, in provincia di Salerno.
Altri studi decisivi hanno riguardato il Mausoleo del magistrato Gaio Uziano Rufo (I secolo d. C., sempre a Polla), il battistero paleocristiano di San Giovanni in Fonte (Marcellianum, vicino all'odierna Padula), l'antica Volcei (oggi Buccino, in provincia di Salerno), le urne cinerarie romane della Costiera amalfitana.
Vittorio Bracco ha collaborato coi maggiori nomi dell'archeologia italiana del secondo Novecento, da Ferdinando Castagnoli ad Attilio Degrassi e Margherita Guarducci. È stata una firma assidua della rivista vaticana Latinitas, in lingua latina, di Epigraphica, Athenaeum, L'Universo, Ricerche di storia sociale e religiosa, Rassegna storica lucana, Archivio storico per la Calabria e la Lucania, Rassegna storica salernitana e altre riviste. Autore di una fondamentale riflessione sull'archeologia classica nella cultura occidentale (La grande illusione dell'archeologia, nuova edizione da Castelvecchi nel 2014), grande divulgatore, Vittorio Bracco ha affiancato all'insegnamento e all'archeologia la ricerca storica, con speciale riferimento alla sua terra: a Polla, il paese della Lucania occidentale che ricade in provincia di Salerno ha dedicato una poderosa monografia (edita dal Comune, Polla, linee di una storia), vincitrice del premio “Certosa di Padula” nel 1977.

## Opere
- La Valle del Tanagro durante l'età romana, in “Memorie dell'Accademia Nazionale dei Lincei”, X, 1962.
- Inscriptiones Italiae: Civitates Vallium Silari et Tanagri, Roma, La Libreria dello Stato, 1974.
- Teatro Verista, Brescia, La Scuola, 1975.
- Polla, linee di una storia, Salerno, a cura del Comune, 1976 (nuova edizione riveduta e ampliata 1999).
- Le urne romane della Costa d'Amalfi, Salerno, De Luca, 1977.
- Volcei, collana Forma Italiae, Serie I, vol. 25, Firenze, Leo S. Olschki, 1978.
- L'Archeologia classica nella cultura occidentale, Roma, L'Erma di Bretschneider, 1979.
- Salerno romana, Salerno, Palladio, 1979.
- La storia di Petina, Salerno, Laveglia, 1981.
- Campania, nella collana “Itinerari archeologici” diretta da Sabatino Moscati, Roma, Newton Compton, 1981.
- Inscriptiones Italiae: Salernum, Roma, La Libreria dello Stato, 1981.
- Tra Ercolano e Pompei, Roma, Newton Compton, 1982.
- L'Archeologia del Regime, Roma, Volpe, 1983.
- La lunga illusione dell'archeologia, Roma, Castelvecchi, 2014 (ristampa della edizione precedente, Fasano, Schena, 1993).